# Isolona deightonii
Isolona deightonii Keay – gatunek rośliny z rodziny flaszowcowatych (Annonaceae Juss.). Występuje naturalnie w Sierra Leone, Wybrzeże Kości Słoniowej oraz Ghanie. 

## Morfologia
PokrójZimozielone drzewo. Młode pędy są owłosione.
LiścieMają kształt od odwrotnie jajowatego do lancetowatego. Mierzą 12–18 cm długości oraz 3,5–6 cm szerokości. Są owłosione od spodu. Nasada liścia jest klinowa. Blaszka liściowa jest o długo spiczastym wierzchołku.
KwiatySą pojedyncze, rozwijają się w kątach pędów. Płatki mają trójkątny kształt i zieloną barwę, osiągają do 13 mm długości.
OwoceOwocostany o elipsoidalnym kształcie. Osiągają 6 cm długości i 4 cm szerokości. Mają żółtą barwę.

## Biologia i ekologia
Rośnie w lasach.